# Master k
master k는 비상교육에서 개발한 한국어 교육 플랫폼으로, 시간과 공간에 구애받지 않고 한국어 학습을 지원하는 다양한 기능을 갖추고 있다고 한다. 이 플랫폼은 발음/대화 AI, 이러닝 강의, 학습 관리 시스템(LMS), 스마트 러닝 솔루션, 화상 수업 등을 제공하며, 교사와 학생이 온라인, 오프라인, 하이브리드 수업 환경에서 모두 효율적으로 학습할 수 있도록 설계되었다고 한다.

## 개발 배경
master k는 변화하는 학습자의 요구에 맞추기 위해 자기주도형 한국어 온라인 학습 플랫폼으로 개발되었다고 한다. 전통적인 한국어 교재 기반의 교육 방식은 빠르게 변화하는 학습자의 요구를 충족시키기에 한계가 있었고, 이를 해결하기 위해 온라인 교육에 최적화된 시스템을 도입하였다고 한다. 이 시스템은 학습자의 개별 학습 수준과 속도에 맞춰 체계적인 학습 경로를 제공하며, 학습자는 언제 어디서나 자율적으로 학습할 수 있다고 한다. 교사는 실시간으로 학습 진도를 점검하고 부족한 부분을 보완할 수 있으며 학습자 맞춤형 피드백을 제공할 수 있다고 한다.

## 기능 및 구성
공식 홈페이지 및 발표에 따르면, master k는 다양한 학습 환경을 지원하며 다음과 같은 주요 기능을 제공한다.
- 1. 화상 수업 솔루션: 수업 시간 알림, 출결 자동 체크, 시험 및 퀴즈 배포, 판서 기능 등을 포함한 실시간 화상 수업 도구를 제공한다. 수업 결과는 자동으로 LMS에 연동되어 실시간 학업 성과 관리와 피드백이 가능하며, PC와 모바일에서 모두 접근할 수 있다.

- 2. AI 기반 학습 도구 (AI Speak): 발음의 유창성, 발성, 속도, 강세, 음절 등 5가지 요소를 분석하여 학습자 맞춤 피드백을 제공한다. 또한 자유 대화 기능을 통해 실생활 주제에 대한 회화를 연습할 수 있으며, 개인화된 프롬프트를 통해 대화를 유도한다.

- 3. 이러닝 자동 생성 솔루션: 화상 수업 후 강의 내용을 자동으로 이러닝 콘텐츠로 생성하여 복습에 활용할 수 있다. 이를 통해 학습자는 수업 전후에 자기주도 학습을 할 수 있다.

- 4. 맞춤형 학습 관리 시스템(LMS): 이용 기관마다 독립적인 사이트 운영이 가능하며, 대시보드, 학급 게시판, 증명서 발급 기능 등을 통해 학사 전반을 온라인으로 관리할 수 있다. 이 시스템은 온라인에서 가상 학교처럼 기능하도록 설계되었다.

- 5. 스마트러닝 솔루션 (Klass): 강사와 학생 간의 상호작용을 지원하는 다양한 멀티미디어 자료가 탑재된 스마트 러닝 솔루션을 제공한다. 성우 오디오와 600여 편의 상황별 한국어 회화 동영상으로 구성되어 있어 현장감 있는 생생한 한국어 학습이 가능하며, 일방향 학습은 물론, 강사는 전자칠판을, 학생은 태블릿을 활용한 쌍방향 학습도 가능하다. 이를 통해 학습자는 몰입도 높은 환경에서 능동적으로 학습에 참여할 수 있다.

## 교수법: 플립드 러닝 (Flipped Learning)
master k는 전통적인 교실 중심 교수법을 벗어나, 에듀테크를 활용한 맞춤형 및 쌍방향 교육을 구현하기 위해 플립드 러닝(Flipped Learning)을 채택하였다. 플립드 러닝은 학생들이 수업 전 이러닝을 통해 개념을 학습하고, 수업 중에는 토론과 실습을 통해 상호작용과 개념 적용을 강화하며, 수업 후에는 AI를 통해 몰입도를 높이는 방식으로 운영된다고 한다. 이를 통해 학습 효율을 극대화하고, 능동적인 학습 환경을 조성한다고 한다.

## 운영 현황
master k는 비상교육의 한국어 교육 플랫폼으로, 국내외 다양한 교육 기관과 협력하고 있다.  2025년 1월 기준으로 마스터케이는 전 세계 20여 개의 기관에 도입되었으며, 주요 고객사로는 미국 로스앤젤레스 한국교육원, 독일 라이프치히 대학 부설 어학원, 인도 IKETS, 필리핀 AJA International Academy, 한국의 조선대학교 언어교육원 등이 있다.
더불어 비상교육은 대만, 태국, 말레이시아 등 총 7개국과 수출 계약을 체결하며, 한국어 교육의 글로벌 확산에도 적극 나서고 있다고 한다. 특히 필리핀의 주요 교육기관, 말레이시아 APU 대학 등과의 협력을 통해 에듀테크 기반 한국어 교육 플랫폼의 해외 진출을 본격화하고 있다고 한다.